# John L. Phillips
John Lynch Phillips, född 15 april 1951, är en amerikansk astronaut uttagen i astronautgrupp 16 den 5 december 1996.

## Rymdfärder
- Endeavour - STS-100
- Expedition 11
- Discovery - STS-119